# Cheilopallene clavigera
Cheilopallene clavigera là một loài nhện biển trong họ Callipallenidae. Loài này thuộc chi Cheilopallene. Cheilopallene clavigera được miêu tả khoa học năm 1955 bởi Stock.